# Le Frasnois
Le Frasnois é uma comuna francesa na região administrativa de Borgonha-Franco-Condado, no departamento de Jura. Estende-se por uma área de 14,56 km². Em 2010 a comuna tinha 168 habitantes (densidade: 11,5 hab./km²).